# Mario Kart 8
Mario Kart 8 (マリオカート8, Mario Kāto Aito) é um jogo de corrida de karts desenvolvido e publicado pela Nintendo para o Wii U. É o décimo primeiro título da franquia Mario Kart, o oitavo da série principal (como o título sugere) e foi lançado em 30 de Maio de 2014. O jogo tem como principal novidade os circuitos antigravitacionais e pistas antigas dos jogos anteriores. Assim como os jogos anteriores, possui modos um jogador e multijogador local e online.
O jogo traz circuitos anti gravidade permitindo que os jogadores dirijam o veículo em paredes e tetos, novos personagens, pistas inéditas e conhecidas pelos fãs e novos modos de jogo. Alguns elementos de Mario Kart Wii e Mario Kart 7  foram reutilizados, como corridas com 12 pilotos, condução de baixo d'agua, motos e edição de componentes do veículo.
Mario Kart 8 foi um sucesso de crítica e comercial após seu lançamento. Os críticos deram críticas positivas, elogiando suas novas adições, faixas, gráficos, jogabilidade e trilha sonora orquestrada mas criticando seu modo batalha limitado. Atualmente é o jogo mais vendido do Wii U, com mais de oito milhões de cópias vendidas em todo o mundo. O jogo recebeu conteúdos para download e patches após o seu lançamento com a inclusão de mais personagens, faixas, veículos e o suporte para Amiibos. Uma relançamento intitulado de Mario Kart 8 Deluxe com todo o conteúdo adicional da versão de Wii U, incluindo todas pistas e personagens, foi anunciado em 13 de janeiro de 2017 para o console híbrido Nintendo Switch e lançado em abril do mesmo ano.
Ambos os lançamentos foram apontados pela crítica como os melhores jogos da série Mario Kart e foram indicados a vários prêmios. Mario Kart 8 é um dos jogos eletrônicos mais vendidos de todos os tempos, com mais de 70,43 milhões de unidades vendidas. É o jogo eletrônico mais vendido do Wii U com 8,46 milhões de unidades e do Nintendo Switch com 61,97 milhões de cópias.

## Desenvolvimento
Inicialmente confirmado em um Nintendo Direct em janeiro de 2013, o jogo foi anunciado durante a E3 de 2013. No trailer do jogo no Nintendo Direct de dezembro de 2013 foram divulgadas novas pistas como um aeroporto (Sunshine Airport), uma mansão com fantasmas (Twisted mansion), uma pista na proximidade do castelo da Princesa Peach (Mario Circuit), entre outras. O jogo foi previsto para ser lançado em 30 de Maio de 2014. Em 30 de Abril de 2014, foi exibido um Nintendo Direct dedicado ao Mario Kart 8. Foram reveladas, dentre outras coisas, a possibilidade de personalizar os karts/motos, chat por voz antes e depois das corridas online, possibilidade de criar torneios online e acha-los facilmente, e baixar Ghost Data de um dos dez melhores corredores do mundo no modo Time Trials. Foi mostrado, também, o funcionamento do serviço Mario Kart TV, que permite ver os melhores momentos de suas corridas e os postar no YouTube. Também foi revelado um esforço para equiparar o desempenho entre karts e motos, que no Mario Kart Wii levavam vantagem sobre os karts.
O jogo também possui trechos aéreos e aquáticos, que estão presentes no 3DS. E os veículos têm sistema antigravitacional.
Personagens adicionais e faixas para o jogo foram lançados como conteúdo para download. O primeiro foi um conjunto de veículos temáticos da Mercedes-Benz: o Mercedes-Benz GLA 2014, 1957 SL 300 Roadstere 1934 W25 Silver Arrow, que foram lançados em 27 de agosto de 2014 como parte da atualização da Versão 2.0. Em agosto de 2014, a Nintendo anunciou dois pacotes de DLC pagas, cada pacote contendo três personagens, quatro veículos adicionais e oito faixas adicionais; algumas delas são baseadas em outras franquias da Nintendo, incluindo The Legend of Zelda (Hyrule Circuit), Animal Crossing (Animal Crossing), F-Zero (Mute City e Big Blue) e Excitebike (Excitebike Arena). O primeiro pacote de DLC, lançado em novembro de 2014, apresenta Tanooki Mario, Cat Peach e Link como personagens jogáveis. O segundo pacote, lançado em abril de 2015, trouxe Dry Bowser, Villager e Isabelle. Os Yoshis multicoloridos e Shy Guys estão incluídos em ambos os pacotes DLC.

## Mario Kart 8 Deluxe
Em 13 de janeiro de 2017, a Nintendo confirmou um relançamento de Mario Kart 8 para o Nintendo Switch. A nova versão conta com todo conteúdo original da versão para o Wii U, mas também inclui todas as DLCs, novos personagens jogáveis e o Battle Mode atualizado.